# Juniperus horizontalis
Juniperus horizontalis là một loài thực vật hạt trần trong họ Cupressaceae. Loài này được Moench mô tả khoa học đầu tiên năm 1794.